# Le Ménil-de-Briouze
Le Ménil-de-Briouze ist eine französische Gemeinde mit 529 Einwohnern (Stand: 1. Januar 2022) im Département Orne in der Region Normandie (vor 2016 Basse-Normandie). Sie gehört zum Arrondissement Argentan und zum Kanton Athis-Val de Rouvre (bis 2015 Briouze). 

## Geographie
Le Ménil-de-Briouze liegt etwa 28 Kilometer westsüdwestlich vom Stadtzentrum von Argentan. Umgeben wird Le Ménil-de-Briouze von den Nachbargemeinden bellou-en-Houlme im Norden und Westen, Briouze im Norden, Pointel im Nordosten, Lignou im Osten, Lonlay-le-Tesson im Osten und Südosten, Les Monts d’Andaine im Süden sowie La Coulonche im Südwesten.

## Bevölkerungsentwicklung
| 1962                      | 1968 | 1975 | 1982 | 1990 | 1999 | 2006 | 2011 | 2016 |
| ------------------------- | ---- | ---- | ---- | ---- | ---- | ---- | ---- | ---- |
| 604                       | 574  | 483  | 448  | 438  | 461  | 498  | 550  | 574  |
| Quelle: Cassini und INSEE |      |      |      |      |      |      |      |      |

## Sehenswürdigkeiten
- Kirche Notre-Dame-de-l’Assomption aus dem 19. Jahrhundert
- Kapelle Longuenoë aus dem 20. Jahrhundert

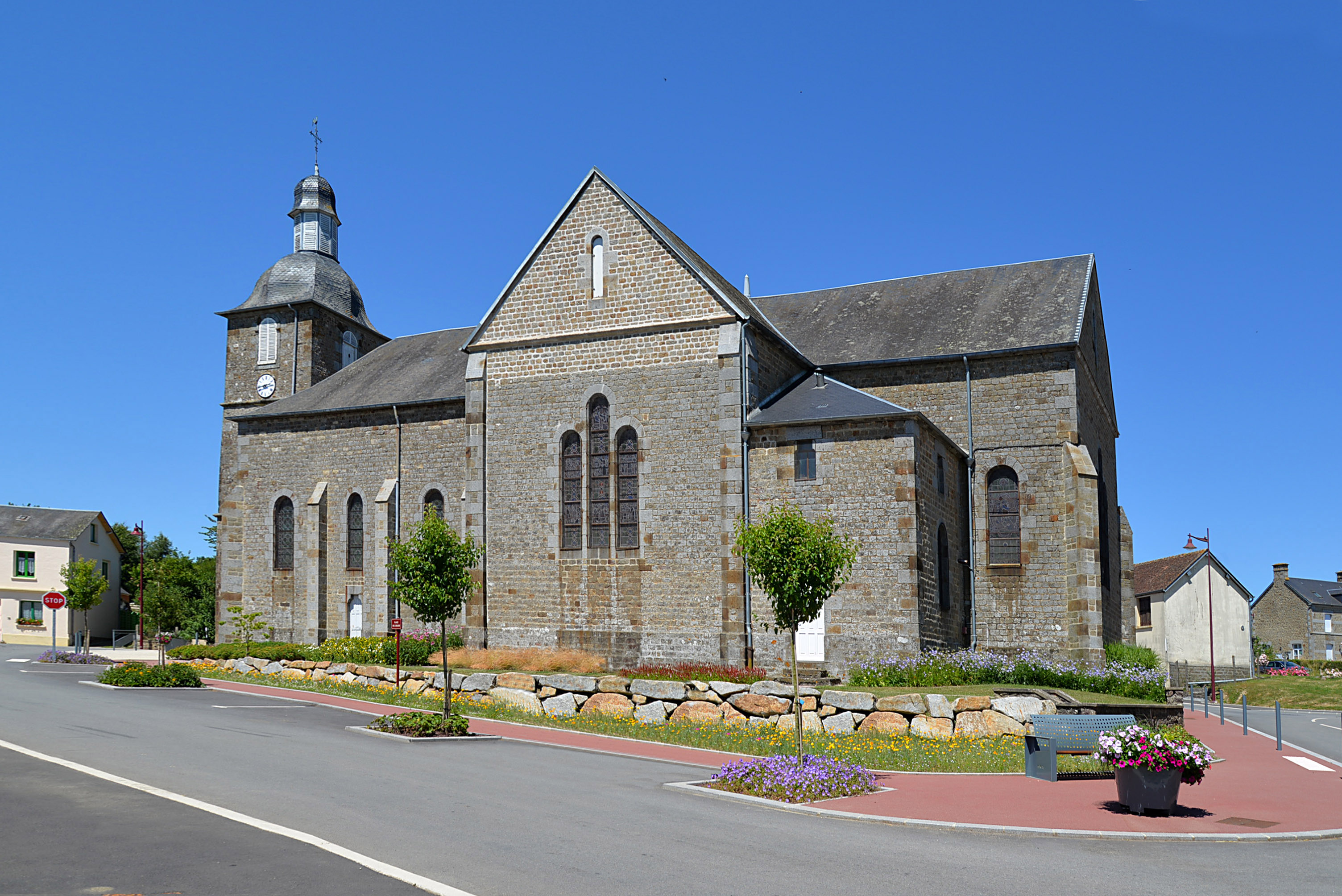
Kirche Notre-Dame-de-l’Assomption

- Herrenhäuser